# Afanassjewka (Kurtschatow)
Afanassjewka (russisch Афанасьевка) ist ein Dorf (selo) in der Oblast Kursk in Russland. Es gehört zum Rajon Kurtschatow und zur Landgemeinde (selskoje posselenije) Kostelzewski selsowjet.

## Geographie
Der Ort liegt gut 40 km Luftlinie westlich des Oblastverwaltungszentrums Kursk im südwestlichen Teil der Mittelrussischen Platte, 12 km nördlich des Rajonverwaltungszentrums Kurtschatow, 8 km vom Sitz des Dorfsowjet – Kostelzewo, 68 km von der Grenze zwischen Russland und der Ukraine, am Fluss Demina (Nebenfluss des Seim).

### Klima
Das Klima im Ort ist wie im Rest des Rajons kalt und gemäßigt. Es gibt während des Jahres eine erhebliche Niederschlagsmenge. Dfb lautet die Klassifikation des Klimas nach Köppen und Geiger.

## Bevölkerungsentwicklung
| Jahr | Einwohner |
| ---- | --------- |
| 2002 | 31        |
| 2010 | 22        |

Anmerkung: Volkszählungsdaten

## Verkehr
Afanassjewka liegt 32 km von der Fernstraße föderaler Bedeutung M2 „Krim“ (Moskau – A142/Trosna – Grenze zur Ukraine), 11,5 km von der Straße regionaler Bedeutung 38K-017 (Kursk – Lgow – Rylsk – Grenze zur Ukraine), 23 km von der Straße 38K-023 (Lgow – Konyschowka), 3,5 km von der Straße interkommunaler Bedeutung 38N-362 (38K-017 – Nikolajewka – Schirkowo), an der Straße 38N-363 (38N-362 – Afanassjewka – Rogowo) und 22 km von der nächsten Eisenbahnhaltestelle 565 km (Eisenbahnstrecke Nawlja – Lgow-Kijewskij) entfernt.
Der Ort liegt 140 km vom internationalen Flughafen von Belgorod entfernt.